# Ulrich W. Schaefer
Ulrich Wilhelm Schaefer (* 30. November 1938 in Breslau; † 18. August 2002 in Essen) war ein deutscher Internist und Krebsforscher auf dem Gebiet der Stammzelltransplantation.
Im Dezember 1975 führte Ulrich W. Schaefer erstmals eine Knochenmarktransplantation bei einem Leukämiepatienten durch. 1977 wurde Schaefer die Habilitation erteilt. Vier Jahre später wurde er zum Professor für Innere Medizin ernannt. Am Universitätsklinikum Essen wurde Ulrich W. Schaefer 1988 mit der Leitung der neuen Abteilung für Knochenmarktransplantationen betraut.
Seit 2021 wird der nach ihm benannte Ulrich W. Schaefer-Preis der DAG-HSZT für exzellente Forschungsleistungen in der hämatopoetischen Zelltherapie vergeben.